# Kinoshita Masaki
Masaki Kinoshita (sinh ngày 22 tháng 6 năm 1989) là một cầu thủ bóng đá người Nhật Bản.

## Sự nghiệp câu lạc bộ
Masaki Kinoshita đã từng chơi cho Gamba Osaka, Roasso Kumamoto, Ventforet Kofu và AC Nagano Parceiro.